# The Aerosol Grey Machine
The Aerosol Grey Machine — дебютный альбом британской рок-группы Van der Graaf Generator, выпущенный в сентябре 1969 года.
Планировалось, что запись выйдет как сольный альбом вокалиста группы Питера Хэммилла, однако подписание группы лейблом Charisma Records и освобождение Хэммилла от контрактных обязательств перед Mercury Records стали причинами выхода дебютной пластинки Van der Graaf Generator.

## Список композиций
Все песни написаны Питером Хэммиллом, за исключением указанных.

### Первая сторона
1. Afterwards — 4:55
2. Orthenthian St. — 6:18
3. Running Back — 6:35
4. Into a Game (Питер Хэммилл, (авторы инструментальной части Into a Game (Part II) — Питер Хэммилл, Хью Бэнтон, Кит Эллис, Гай Эванс)) — 6:57

### Вторая сторона
1. Aerosol Grey Machine — 0:47
2. Black Smoke Yen (Хью Бэнтон, Кит Эллис, Гай Эванс) — 1:26
3. Aquarian — 8:22
4. Necromancer — 3:38
5. Octopus — 8:00

### Бонусные треки
Переиздание Repertoire Records 1997 года:
1. People You Were Going To — 2:44
2. Firebrand — 4:08

Переиздание FIE! Records (лейбл Хэммилла) 1997 года:
1. Giant Squid (Музыка Питера Хэммилла, Хью Бэнтона, Кита Эллиса, Гая Эванса, слова Питера Хэммилла) — 3:19
2. Ferret & Featherbird — 4:33

## Участники записи
- Питер Хэммилл — вокал, акустическая гитара
- Хью Бэнтон — фортепиано, орган, перкуссия, бэк-вокал
- Кит Эллис — бас-гитара
- Гай Эванс — ударные, перкуссия
- Джефф Пич — флейта
- Крис Джадж Смит — вокал («Firebrand»)